# Frank Zampino
Frank Zampino est un homme politique québécois. Membre de l'Équipe Tremblay - Union Montréal, il devient en 2002 le président du comité exécutif de Montréal. Il est également maire de la ville puis de l'arrondissement de Saint-Léonard pendant près de 18 ans, de 1990 à 2008.

## Biographie
Frank Zampino est comptable agréé depuis 1984. Il commence sa carrière dans le secteur privé, puis va dans le public. Il est élu conseiller municipal de Saint-Léonard en 1986, puis il en devient le maire en 1990. 
Il est président de la STCUM de 1998 à 2000. Après les fusions municipales, il est réélu en tant que maire de l'arrondissement de Saint-Léonard. Nommé président du comité exécutif de Montréal, il est le numéro deux dans l'administration publique montréalaise, après Gérald Tremblay, et son influence est importante.
Zampino œuvre à la fiscalité de la ville, la gestion stratégique et les services administratifs, tentant de stabiliser les finances et de donner un bon budget à la population. Sa lutte contre les moyens de pression des cols bleus est remarquée du public. En 2004, il accepte d'être le président d'honneur de la première édition de l'Omnium de Montréal.
Le 20 mai 2008, il annonce sa démission de toutes ses fonctions politiques. 
Depuis lundi le 12 janvier 2009, Frank Zampino occupe le poste de vice-président et chef de la direction financière au sein de la firme de génie-conseil Dessau.

### Arrestation et acquittement
Le 17 mai 2012, l'escouade Marteau procède à l'arrestation de Frank Zampino à la suite d'accusations de fraude, de complot et d'abus de confiance. Près de six ans plus tard, le 2 mai 2018, il est acquitté de tous les chefs d'accusation.
Il subit également un deuxième procès lié à une autre affaire de partage de contrats. Plus tard, le juge ordonne l'arrêt des poursuites puisque les policiers ont enfreint la règle du secret professionnel des avocats.

### Nouveau procès
En 2025, s'ouvre un nouveau procès criminel contre Frank Zampino pour fraude, complot et abus de confiance en lien avec son rôle allégué dans un stratagème d’octroi de contrats municipaux en échange de financement politique.